# Malthinus pseudobiguttatus
Malthinus pseudobiguttatus es una especie de coleóptero de la familia Cantharidae.

## Distribución geográfica
Habita en Francia.